# Most Zygmunta Augusta

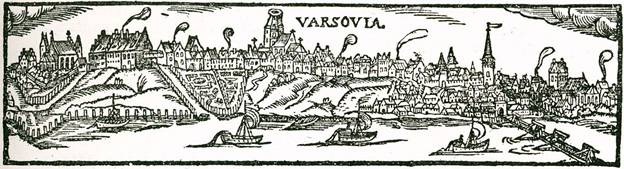
Najstarszy widok Warszawy z ok. 1573 z widokiem mostu (po prawej stronie)

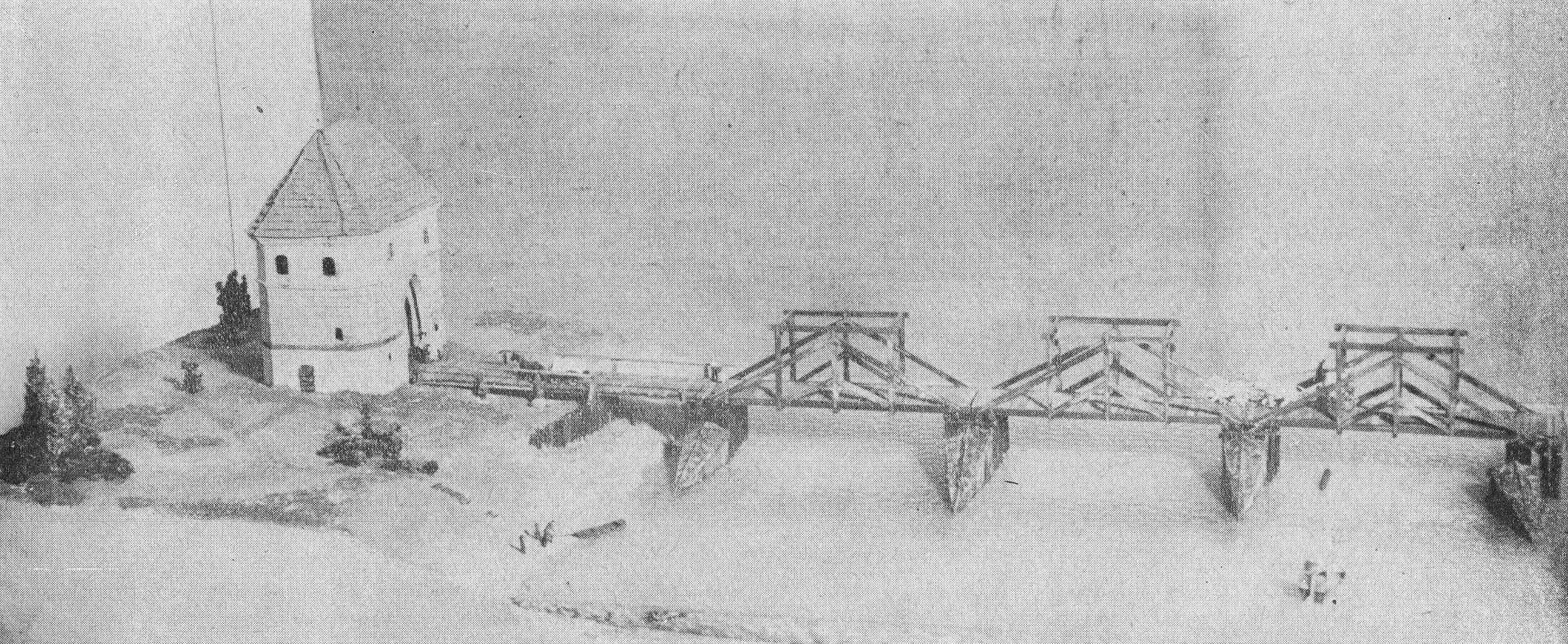
Model Bramy Mostowej i trzech pierwszych przęseł mostu eksponowany w latach 60. w Muzeum Historycznym m.st. Warszawy

Most Zygmunta Augusta – drewniany most przez Wisłę w Warszawie istniejący w latach 1573–1603.
Była to pierwsza stała przeprawa przez Wisłę w Warszawie i najdłuższa drewniana przeprawa ówczesnej Europy licząca 500 metrów długości. Most stanowił jedno z najwybitniejszych dzieł inżynierskich polskiego odrodzenia.

## Historia
"Zygmunt August zbudował na Wiśle most drewniany, długi stóp 1150, który tak długością, jak i wspaniałością widoku w całej Europie prawie nie miał sobie równego, podziw powszechny wywoływał..."
Georg Braun (1530–1584), podróżnik niemiecki

Zanim zbudowano stały most na Wiśle, przeprawa przez nią odbywała się promami oraz łodziami. Podczas elekcji budowano również tymczasowe mosty o konstrukcji łyżwowej.
Rozpoczęcie budowy nastąpiło w 1568 roku na mocy rozporządzenia króla Zygmunta Augusta w związku z rozwojem Warszawy, częstymi pobytami króla prowadzącego aktywną politykę w północno-wschodniej części Rzeczypospolitej. Znaczenie miał fakt, że Warszawę przewidywano jako miejsce wspólnych sejmów Korony i Wielkiego Księstwa po spodziewanej unii realnej.
Pierwszy pal w dno Wisły wbito 25 czerwca 1568. Budową kierował Erazm Giotto z Zakroczymia, nadzór sprawował kasztelan czerski i starosta warszawski Zygmunt Wolski. Ksiądz Kasper Sadłocha, kanonik warszawski i sekretarz królewski, odpowiadał za sprawy finansowe. Budowa kosztowała 100 tys. florenów. Podczas budowy pale te wbijano w dno rzeki dębowymi kafarami okutymi żelazem zainstalowanymi na pływających na rzece tratwach. W 1572 po niewykończonym jeszcze moście przeprawił się król Zygmunt August.
Po śmierci króla budową zajęła się Anna Jagiellonka, w dużej mierze sumptem własnych środków. Głównie dzięki niej budowa mostu została zakończona. Most został otwarty dla ruchu 5 kwietnia 1573, a następnego dnia ogłoszono regulamin poruszania się po nowej przeprawie. W 1582 oddano do użytku dwupiętrową Bramę Mostową, odgradzającą most od drewnianych zabudowań miasta (dla ochrony przed pożarem). W bramie stacjonowała straż złożona z 50 ludzi.
Po praskiej stronie Wisły nie było podobnej Bramy, a wjazd na most znajdował się w rejonie wylotu dzisiejszej ulicy Ratuszowej.
O moście w 1595 roku wspomniał przebywający w Polsce Paulo Mucante, sekretarz kardynała Henryka Gaetano. Zanotował on treść umieszczonego na nim łacińskiego napisu, który głosił:

"Ne pontem sublicium superbo sumptu, atqe arte admirabili, a Sigmundo Augusto Rege fratre inchoatum, et a se post ejus mortem, consimili opere perfectum, repens vicina Suburbanorum male cantorum tectorum flamma, nec opina temore unquam corriperet correptumque in favillam redigeret. Anna Jagellona Poloniae Regum, conjux, Soror, Filia, hoc Caterilli propugnaculi Sepimento lutissimo a fundamentis excitato muniendum curavit. A.C. MDXXCII."
Paulo Mucante 1595

W celu zabezpieczenia mostu przed pożarem rozebrano domy znajdujące się w pobliżu przeprawy, a ich właścicielom wypłacono odszkodowanie.
Porządku na moście pilnowała specjalnie powołana milicja. Początkowo przejazd był za darmo, a później pobierane były opłaty za przeprawę. Najprawdopodobniej w latach 1569–1572 powstał po praskiej stronie przy przeprawie drewniany dwór Zygmunta Augusta, wzniesiony na kamiennym fundamencie i posiadający 3 główne pomieszczenia: wielka ogrzewana sala jadalna, komnata z piecem kaflowym i sypialnia z wejściem do piwnicy. Dwór otoczony był ogrodem i palisadą i był wykorzystywany przez króla do odpoczynku przy przeprawach przez Wisłę.
Most służył mieszkańcom i przyjezdnym przez okres 30 lat. Wymagał ciągłych remontów. W czasie jego eksploatacji największymi zagrożeniami były okres zimowy oraz roztopy. Most kilkukrotnie był częściowo zrywany przez napór kry w Wiśle. Kilkukrotnie również był naprawiany za panowania króla Stefana Batorego.
Most został zerwany przez krę wiosną 1603 roku. Prawdopodobnie próbowano go jeszcze naprawiać, o czym świadczą sumy przeznaczane na konserwację mostu ujmowane w rachunkach miejskich do 1621.
Nigdy nie zbudowano kolejnego mostu w tym miejscu.

## Budowa i konstrukcja mostu
W moście zastosowano układ nośny wieszarowy, który stanowił wówczas nowość techniczną. Wykonano go z drewna dębowego oraz żelaza. Składał się z 22 przęseł o rozpiętości 22 do 24 m. Miał 18 stałych przęseł głównych posadowionych na palach oraz liczył ok. 500 m długości i 6 m szerokości. Most osłaniało 15 rozbijaczy fal oraz kry lodowej. Do jego budowy użyto 735 wozów szyn żelaza węgierskiego. Środkowa część spoczywała na pięciu podporach pływających i była otwierana w celu otwarcia drogi wodnej dla płynących Wisłą statków.

## Upamiętnienie
- Od mostu pochodzi nazwa prowadzącej do przeprawy ulicy Mostowej[9].
- Most upamiętnił Jan Kochanowski, który napisał o nim kilka fraszek. W jednej z nich noszącej tytuł Na most warszawski[1] autor dziękuje królowi za budowę tego mostu, ponieważ dzięki niemu nie musi już płacić za przeprawę promową przez Wisłę:

Bógżeć zapłać, o królu, żeś ten most zbudował.
Pierwej zawżdy szeląg nad potrzebę chował,
A dziś i tenem przepił, bo, idąc do domu
Najpóźniej, od przewozu nie płacę nikomu
Jan Kochanowski (1530-1584)

- Poeci Sebastian Klonowic, Andrzej Zbylitowski i Stanisław Grochowski poświęcili mostowi pochwalne strofy[10].